# Thierville-sur-Meuse
Thierville-sur-Meuse település Franciaországban, Meuse megyében. Lakosainak száma 3168 fő (2022. január 1.). Thierville-sur-Meuse Charny-sur-Meuse, Belleville-sur-Meuse, Fromeréville-les-Vallons, Marre és Verdun községekkel határos.

## Népesség
A település népessége az elmúlt években az alábbi módon változott:
| Lakosok száma | 2456 | 2699 | 2795 | 3192 | 3040 | 3016 | 3118 | 3165 | 3167 | 3168 |
|               | 1968 | 1982 | 1990 | 2006 | 2013 | 2015 | 2017 | 2019 | 2020 | 2022 |